# Judit och Holofernes (Mantegna)
Judit och Holofernes eller Judit med Holofernes huvud är namnet på tre temperamålningar av den italienske renässanskonstnären Andrea Mantegna som målades omkring 1495–1500. En är målad på pannå och ingår sedan 1942 i National Gallery of Arts samlingar i Washington; de två andra är målade på linneduk och utställda på National Gallery of Ireland i Dublin respektive Montreal Museum of Fine Arts. 

## Motiv
I Judits bok, som ingår i Tillägg till Gamla Testamentet, berättas om en judisk kvinna som räddar sin belägrade stad Betylua genom att förföra och sedan döda den assyriske härföraren Holofernes. Mantegnas målningar visar hur Judit och hennes tjänsteflicka stoppar Holofernes avhuggna huvud i en säck. Judit är avbildad med värdighet och liknar en klassisk marmorstaty där hon står kall och oberörd i det tält där hon just mördat sitt folks förtryckare. Holofernes fot sticker fram bakom henne inne i tältet. Hon ser frånvarande ut, och likgiltigheten förmedlas genom hennes sätt att vända bort huvudet i en kontrapostställning. Denna bibliska hjältinna uppfattades under renässansen som en symbol för medborgerlig dygd, för intolerans mot tyranni och för rättvisans seger över det onda. Berättelsen om Judit är ett vanligt motiv i konsthistorien och har skildrats av bland annat Simon Vouet, Caravaggio, Artemisia Gentileschi och Gustav Klimt.

## Washingtonversionen
Washingtonversionen attribueras också till Giulio Campagnola. Troligtvis beställdes den av familjen Gonzaga i Mantua, förvärvades på 1600-talet av först Karl I av England och därefter William Herbert, 6:e earl av Pembroke. Tavlan var i den senare familjs ägo till 1917, efter några ägarbyten inköptes den 1923 av Joseph E. Widener (1871–1943) som 1942 donerades den till National Gallery of Art. 

## Camaïeumålningarna
I syfte att skapa en skulptural volym experimenterade Mantegna med så kallade camaïeumålningar, det vill säga målningar i olika valörer av samma färg. I hans version av Judit med Holofernes huvud som sedan 1896 är utställd på National Gallery of Ireland (se bildgalleri) uppnår han en fulländad form av grisaille, det vill säga en monokrom målning i grått som imiterar stenrelief. Sannolikt har Mantegnas Simson och Delila målats samtidigt och utgjort en pendang till Dublinmålningen. De har samma storlek och föreställer båda framträdande och starka kvinnor från Gamla testamentet. I den målning som har tillhört Montreal Museum of Fine Arts sedan 1920 har Mantegna istället använts sig av guldfärg.  

## Bildgalleri

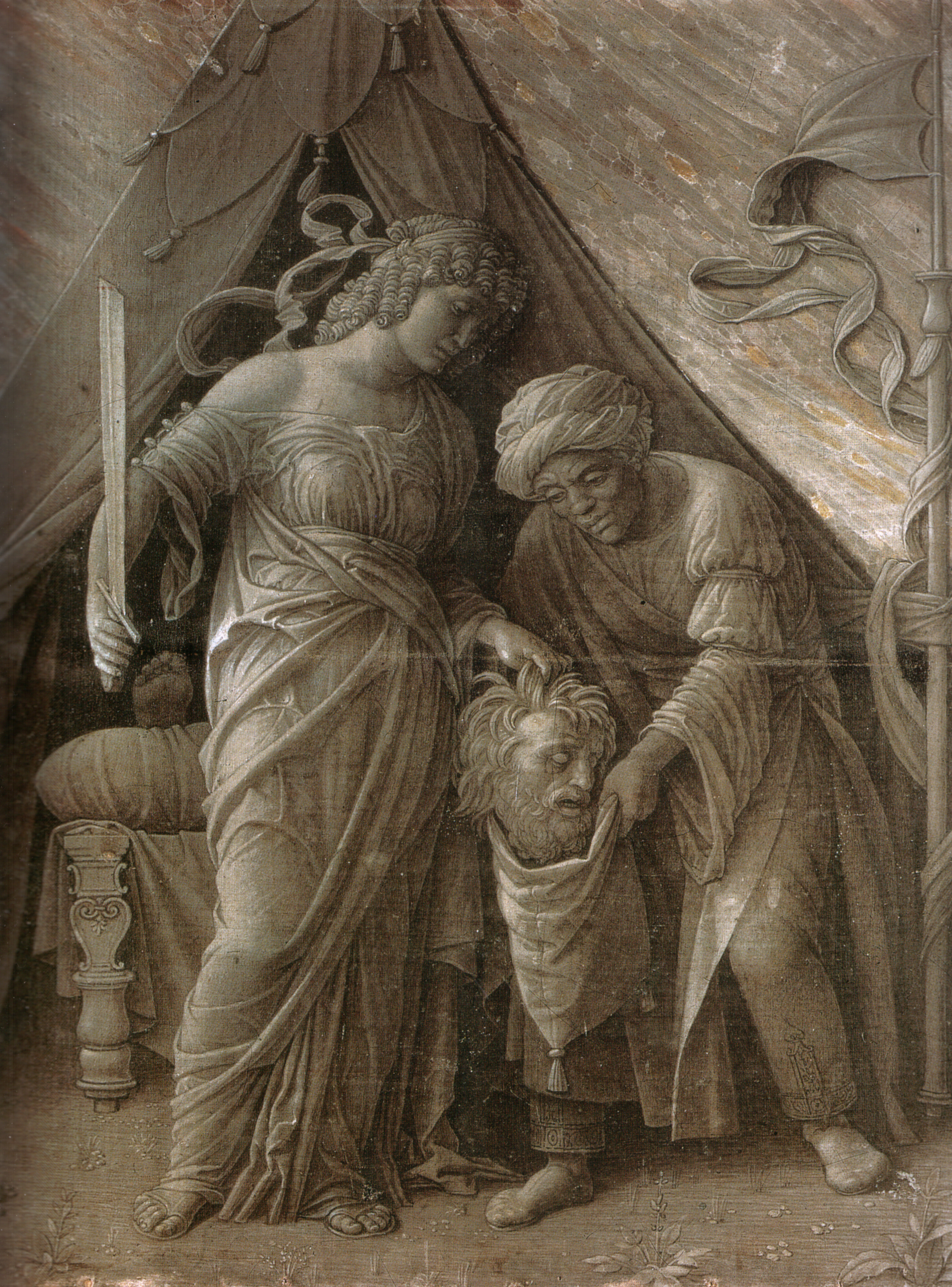
Judit med Holofernes huvud, temperamålning på linneduk, 1495–1500, 48,1 x 36,7 cm, tillhör National Gallery of Ireland sedan 1896.
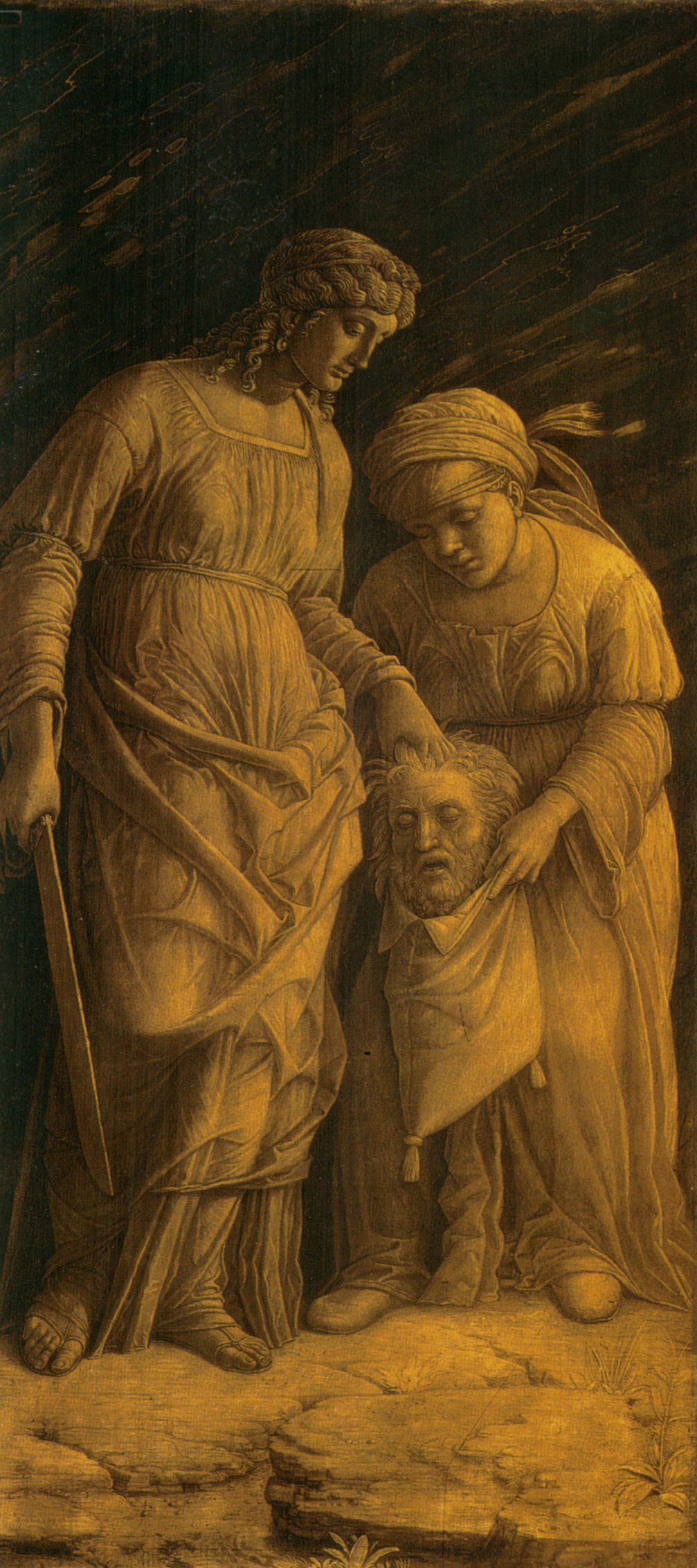
Judit med Holofernes huvud, temperamålning på linneduk, cirka 1500, 65 x 31 cm, tillhör Montreal Museum of fine Arts sedan 1920.
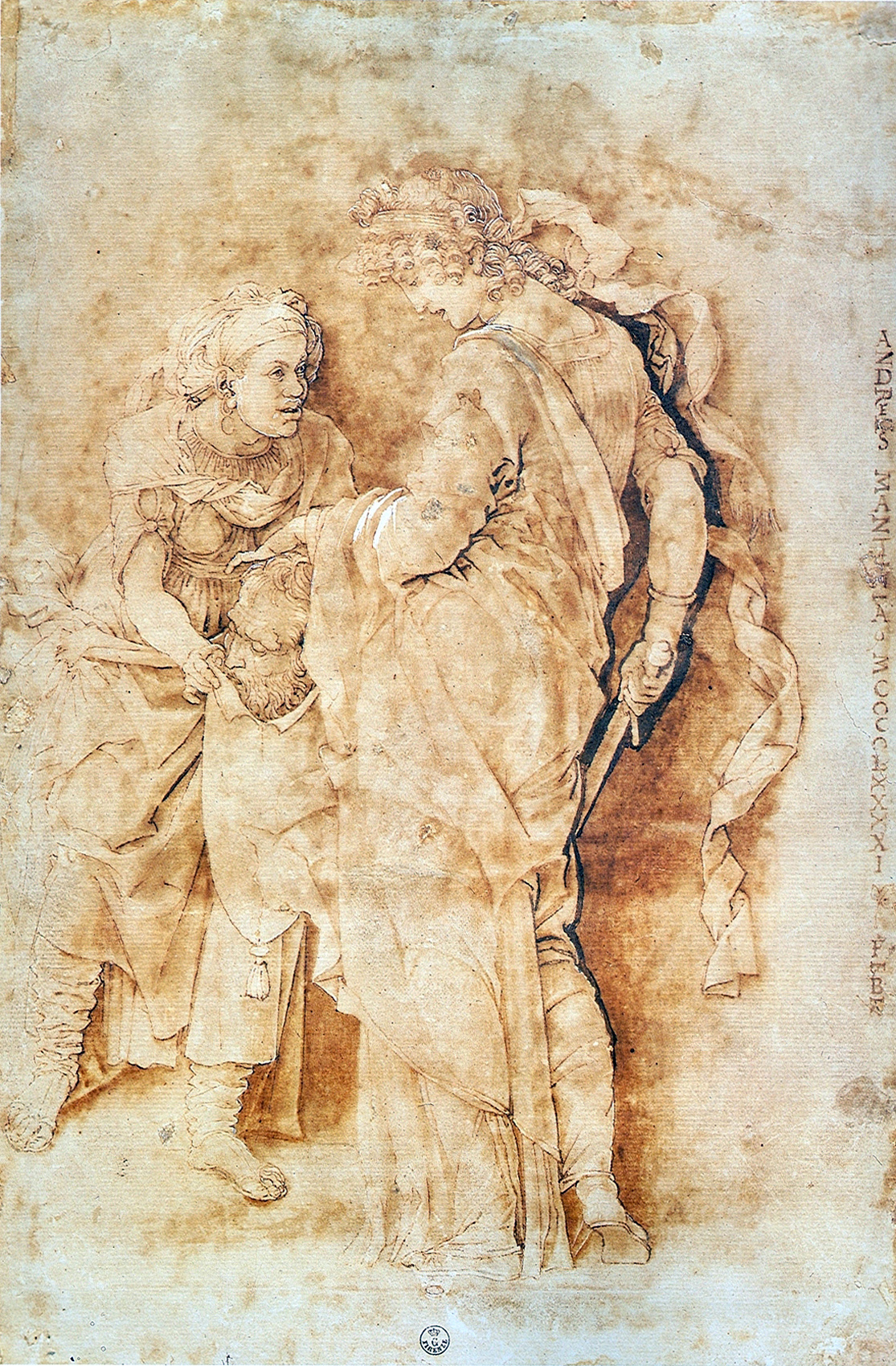
Teckning av Mantegna från cirka 1491 som förvaras i Uffizierna i Florens.
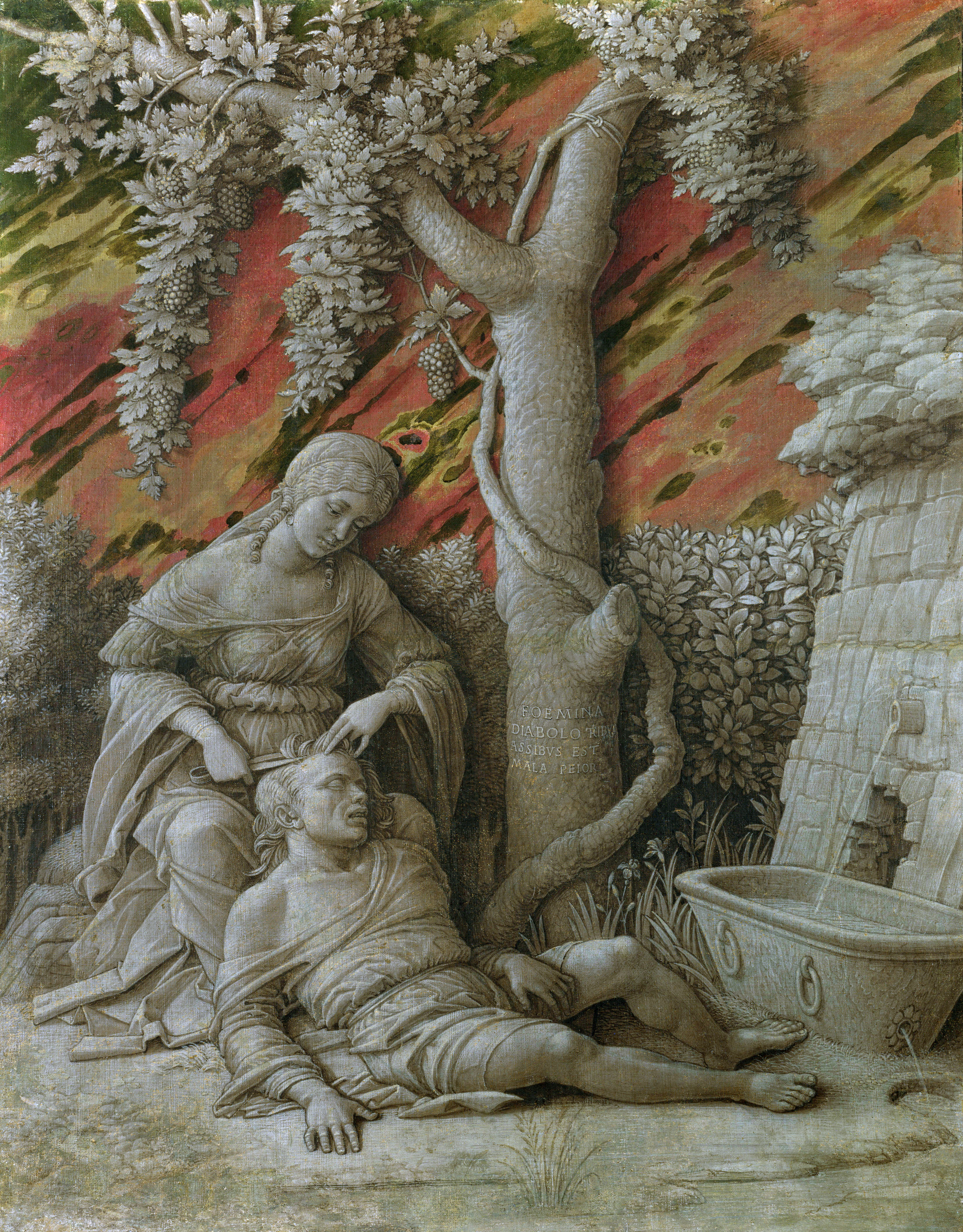
Simson och Delila, cirka 1500, 47 × 36,8 cm, tillhör National Gallery sedan 1883. Den kan ha utgjort en pendang till Judit med Holofernes huvud (Dublinversionen).